# Eric Alden
Eric Alden (* 6. Oktober 1908 in Alameda County, Kalifornien; † 28. Februar 1962 in Los Angeles, Kalifornien) war ein US-amerikanischer Filmschauspieler.

## Leben
Eric Alden wurde 1908 in Alameda County, im US-Bundesstaat Kalifornien geboren.
1931 hatte Alden bei dem Film Wolkenstürmer erstmals eine Rolle inne. In den 1930er-Jahren erhielt er einige substanzielle Rollen. In der Buchverfilmung Der kleine Lord, einer Produktion von David O. Selznick aus dem Jahr 1936, verkörperte er die Rolle des Ben Tipton, dem Bruder des Schuhputzers Dick. Er spielte danach noch in weiteren Selznick-Produktionen wie Ein Stern geht auf oder Vom Winde verweht, aber hier erhielt er nur noch kleine Rollen wie auch im Großteil seiner späteren Laufbahn als Schauspieler. 1949 hatte er seine erste Rolle in der Fernsehserie The Lone Ranger.  1949 hatte er seine erste Rolle in der Fernsehserie The Lone Ranger. In der Fernsehserie The Rebel übernahm er von 1969 bis 1961 diverse Gastrollen. Sein filmisches Schaffen zwischen 1961 und seinem Todesjahr umfasst mehr als 170 Film- und Fernsehproduktionen.
Alden war kräftig und wog zu einem Zeitpunkt circa 210 Pfund. Daneben war er auch Stuntman und hatte sich auf Fechten und Schwertkampf spezialisiert.

## Filmografie
- 1931: Wolkenstürmer (Hell Divers)
- 1932: Blonde Venus
- 1934: Die scharlachrote Kaiserin (The Scarlet Empress)
- 1934: College Rhythm
- 1935: The Girl Friend
- 1935: Metropolitan
- 1936: Der kleine Lord (Little Lord Fauntleroy)
- 1936: High Tension
- 1936: Der Garten Allahs (The Garden of Allah)
- 1936: The Cowboy Star
- 1937: Women of Glamour
- 1937: Ein Stern geht auf (A Star Is Born)
- 1938: Mannes-Test (Man-Proof)
- 1938: Toms Abenteuer (The Adventures of Tom Sawyer)
- 1938: The Lady Objects
- 1939: North of Shanghai
- 1939: Laßt uns leben (Let Us Live)
- 1939: Rio
- 1939: Vom Winde verweht (Gone with the Wind)
- 1940: Parole Fixer
- 1940: Bad Man from Red Butte
- 1940: Mystery Sea Raider
- 1940: Die scharlachroten Reiter (North West Mounted Police)
- 1940: Das Haus der sieben Sünden (Seven Sinners)
- 1940: Love Thy Neighbor
- 1941: The Monster and the Girl
- 1941: Broadway Limited
- 1941: Paris Calling
- 1942: Sleepytime Gal
- 1942: Piraten im karibischen Meer (Reap the Wild Wind)
- 1942: Mabok, der Schrecken des Dschungels (Beyond the Blue Horizon)
- 1942: Joan of Ozark
- 1943: The Crystal Ball
- 1943: The Man from Down Under
- 1943: Let’s Face It
- 1944: Dr. Wassells Flucht aus Java (The Story of Dr. Wassell)
- 1944: I Love a Soldier
- 1944: Abenteuer im Harem (Lost in a Harem)
- 1944: Lake Placid Serenade
- 1945: Circumstantial Evidence
- 1946: Cinderella Jones
- 1946: Without Reservations
- 1946: Mit Pinsel und Degen (Monsieur Beaucaire)
- 1947: Pauline, laß das Küssen sein (The Perils of Pauline)
- 1947: Mädchen für Hollywood (Variety Girl)
- 1947: Die Unbesiegten (Unconquered)
- 1947: Where There’s Life
- 1948: Hazard
- 1948: Spiel mit dem Tode (The Big Clock)
- 1948: Sealed Verdict
- 1948: Johanna von Orleans (Joan of Arc)
- 1948: Der Todesverächter (Whispering Smith)
- 1948: Sein Engel mit den zwei Pistolen (The Paleface)
- 1949: Frau in Notwehr (The Accused)
- 1949: Ritter Hank, der Schrecken der Tafelrunde (A Connecticut Yankee in King Arthur’s Court)
- 1949: Todesfalle von Chikago (Chicago Deadline)
- 1949: Strafsache Thelma Jordon (The File on Thelma Jordon)
- 1949: The Lone Ranger (Fernsehserie, Folge 1x10 Giftiges Spiel)
- 1949: Der große Liebhaber (The Great Lover)
- 1949: Samson und Delilah (Samson and Delilah)
- 1950: Abbott und Costello als Legionäre (Abbott and Costello in the Foreign Legion)
- 1950: Menschen ohne Seele (Union Station)
- 1950: Gefährliche Mission (Wyoming Mail)
- 1950: Tanzen ist unser Leben – Let’s Dance (Let’s Dance)
- 1950: The Magnavox Theater (Fernsehserie, Folge 1x06)
- 1950: Mr. Music
- 1951: Auf Bewährung freigelassen (The Company She Keeps)
- 1951: The Lemon Drop Kid
- 1951: Der Revolvermann (The Redhead and the Cowboy)
- 1951: The Fat Man
- 1951: Gangster (The Racket)
- 1952: Die größte Schau der Welt (The Greatest Show on Earth)
- 1952: Die Söhne der drei Musketiere (At Sword’s Point)
- 1952: Wofür das Leben sich lohnt (Something to Live For)
- 1952: Hat jemand meine Braut gesehen? (Has Anybody Seen My Gal?)
- 1952: Carrie
- 1952: Herrin der Gesetzlosen (Hurricane Smith)
- 1952: Im Schatten der Krone (The Prisoner of Zenda)
- 1953: The Girls of Pleasure Island
- 1953: Kampf der Welten (The War of the Worlds)
- 1953: Pony Express
- 1953: Houdini, der König des Varieté (Houdini)
- 1953: Die Bestie der Wildnis (Arrowhead)
- 1953: Hölle der Gefangenen (Devil’s Canyon)
- 1953: Flug nach Tanger (Flight to Tangier)
- 1954: Der Schürzenjäger von Venedig (Casanova’s Big Night)
- 1955: Streifenwagen 2150 (Highway Patrol, Fernsehserie, Folge 1x11)
- 1955: Der Hofnarr (The Court Jester)
- 1956: Ich heirate meine Frau (That Certain Feeling)
- 1956: Wo Männer noch Männer sind (Pardners)
- 1956: Schüsse peitschen durch die Nacht (Showdown at Abilene)
- 1956: Die zehn Gebote (The Ten Commandments)
- 1957: Die Nacht kennt keine Schatten (Fear Strikes Out)
- 1957: Der Mann, der niemals lachte (The Buster Keaton Story)
- 1957: Schöne Frauen, harte Dollars (Beau James)
- 1957: Sturm über Persien (Omar Khayyam)
- 1957: Schicksalsmelodie (The Joker Is Wild)
- 1957: Der Regimentstrottel (The Sad Sack)
- 1958: König der Freibeuter (The Buccaneer)
- 1959: Fünf Pennies (The Five Pennies)
- 1959: Der letzte Zug von Gun Hill (Last Train from Gun Hill)
- 1959: Der Herrscher von Kansas (The Jayhawkers!)
- 1959: Li’l Abner
- 1960: Klondike (Fernsehserie, Folge 1x02)
- 1960: Have Gun – Will Travel (Fernsehserie, Folge 4x09)
- 1960–1961: The Rebel (Fernsehserie, 6 Folgen)
- 1961: Der Besessene (One-Eyed Jacks)